# Episodi di Fast Forward (seconda stagione)
La seconda stagione della serie televisiva Fast Forward è composta da otto episodi.
Le riprese si sono svolte a Vienna e dintorni in due fasi: quattro episodi sono stati registrati tra il 3 marzo e il 21 aprile 2009 (prima che la stagione precedente debuttasse), i restanti tra il 16 giugno e il 21 agosto dello stesso anno.
La stagione è stata trasmessa sul canale austriaco ORF 1 dal 2 febbraio al 20 aprile 2010, mentre in Italia è andata in onda su LA7d dal 30 marzo al 20 aprile 2012.
| nº | Titolo originale | Titolo italiano          | Prima TV Austria | Prima TV Italia |
| -- | ---------------- | ------------------------ | ---------------- | --------------- |
| 1  | Ivanka           | Il caso Ivanka           | 2 febbraio 2010  | 30 marzo 2012   |
| 2  | Robert Fabian    | Il caso Robert Fabian    | 9 febbraio 2010  | 30 marzo 2012   |
| 3  | Niklas Herbst    | Il caso Niklas Herbst    | 2 marzo 2010     | 6 aprile 2012   |
| 4  | Elsa Gorger      | Il caso Elsa Gorger      | 9 marzo 2010     | 6 aprile 2012   |
| 5  | Laura Czerny     | Il caso Laura Czerny     | 16 marzo 2010    | 13 aprile 2012  |
| 6  | Nico Hartmann    | Il caso Nico Hartmann    | 30 marzo 2010    | 13 aprile 2012  |
| 7  | Simon Koller     | Il caso Simon Koller     | 6 aprile 2010    | 20 aprile 2012  |
| 8  | Viktor Zacharias | Il caso Viktor Zacharias | 20 aprile 2010   | 20 aprile 2012  |

## Il caso Ivanka
- Titolo originale: Ivanka
- Diretto da: Michi Riebl
- Scritto da: Verena Kurth

### Trama
All'interno di un armonium destinato alla discarica viene trovato il cadavere di una giovane donna. Dalle analisi autoptiche emerge che la vittima aveva dato alla luce un bambino poco prima di morire. Mentre Angelika si prepara a traslocare in una nuova casa, Peter Feiler è riuscito a far perdere le proprie tracce.

## Il caso Robert Fabian
- Titolo originale: Robert Fabian
- Diretto da: Michi Riebl
- Scritto da: Katharina Hajos

### Trama
Una sera, durante una lezione di tango, un insegnante di ballo muore avvelenato. Un flacone di veleno viene trovato nell'armadietto di una collega, una delle sue tante conquiste amorose, che confessa subito il reato. Mentre Kathrin ha il suo primo fidanzatino, suo padre fa amicizia con la nuova tecnica forense. Maya valuta di candidarsi per il calendario della polizia.

## Il caso Niklas Herbst
- Titolo originale: Niklas Herbst
- Diretto da: Michi Riebl
- Scritto da: Verena Kurth

### Trama
Stefan riceve la richiesta di un'autopsia privata per dimostrare che la morte di un introverso diciassettenne non è stata un suicidio. Angelika scopre dei dettagli sul passato di Peter Feiler.

## Il caso Elsa Gorger
- Titolo originale: Elsa Gorger
- Diretto da: Michi Riebl
- Scritto da: Guntmar Lasnig

### Trama
In un cantiere viene trovato il cadavere seminudo di una modella, strangolata e sfregiata con l'acido. Le idee animaliste di Kathrin condizionano l'alimentazione di casa Schnell.

## Il caso Laura Czerny
- Titolo originale: Laura Czerny
- Diretto da: Andreas Kopriva
- Scritto da: Katharina Hajos

### Trama
Una donna viene trovata morta all'interno della sua villa, chiusa dall'interno, nella quale si trovava da sola. Durante le indagini emergono i torbidi segreti del quartiere alto borghese dove si è consumato l'omicidio. Il ritorno di Peter Feiler sconvolge Angelika.

## Il caso Nico Hartmann
- Titolo originale: Nico Hartmann
- Diretto da: Andreas Kopriva
- Scritto da: Guntmar Lasnig

### Trama
Il membro di un'importante famiglia austriaca muore dilaniato dall'elica di un aereo della sua compagnia.

## Il caso Simon Koller
- Titolo originale: Simon Koller
- Diretto da: Andreas Kopriva
- Scritto da: Fritz Ludl

### Trama
Il pranzo domenicale dalla suocera di Angelika viene interrotto sul nascere quando un mediatore finanziario viene trovato senza vita all'interno della sua auto posteggiata su una collina che domina la città. Una siringa e il segno di un'iniezione fanno pensare ad un suicidio.

## Il caso Viktor Zacharias
- Titolo originale: Viktor Zacharias
- Diretto da: Andreas Kopriva
- Scritto da: Verena Kurth

### Trama
Mentre la squadra sta festeggiando il venticinquesimo compleanno di Maja, in un edificio del Prater viene rinvenuto il cadavere di un senzatetto con documenti falsi e un bel paio di scarpe. L'arma del delitto appartiene a Leo Kirchner, un altro vagabondo che non era riuscito a riprendersi dopo una bancarotta che gli aveva fatto perdere un ristorante di alto livello e il suo matrimonio.